# Alí Divandarí
Alí Divandarí (n. en Sabzevar —provincia de Jorasán Razaví—, 6 de septiembre de 1957) es un dibujante, pintor, diseñador gráfico, escultor y periodista iraní.

## Biografía
Divandarí estudió artes gráficas en la Facultad de Bellas Artes de la Universidad de Teherán. Comenzó su carrera como diseñador gráfico y dibujante en 1975. En 1997, dirigió un nuevo Festival Internacional de Caricatura de Irán con el tema principal de "hombre y la naturaleza - Sólo uno, a compartir ya preocuparse". Durante su carrera, Divandarí ha sido miembro de jurados de exposiciones de dibujos animados de varios en Irán y Turquía. Sus trabajos han sido publicados en muchos periódicos y revistas internacionales y se han exhibido en más de 34 países.

## Galería

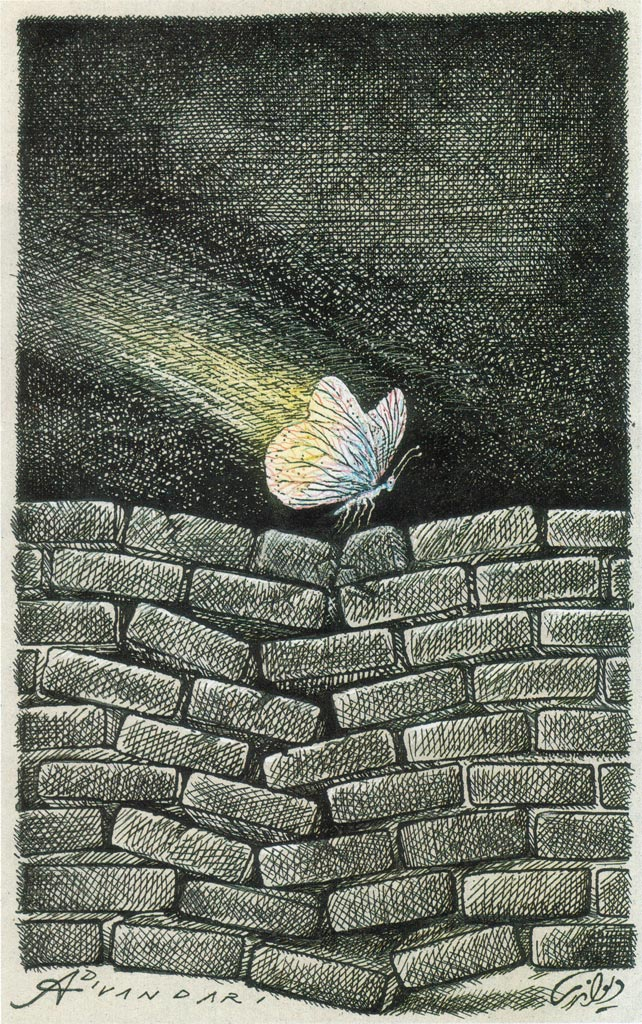
Dibujos animados
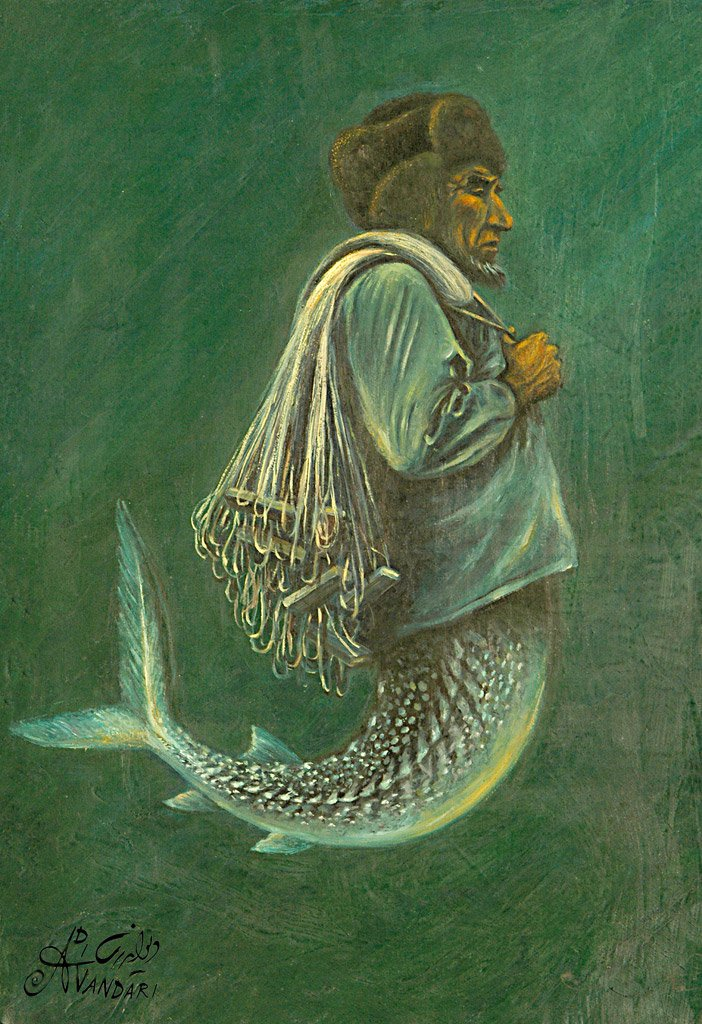
Pintura
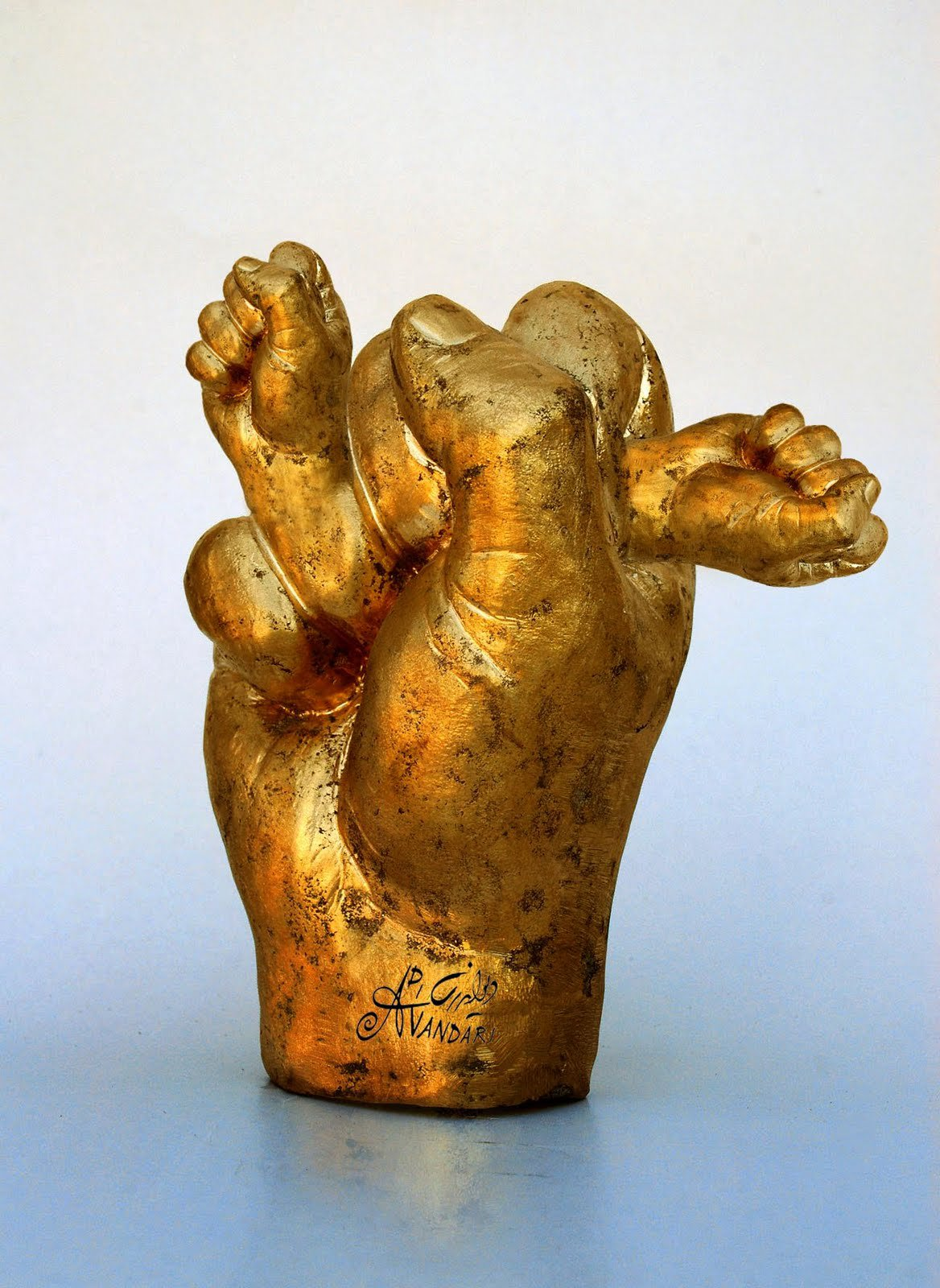
Escultura
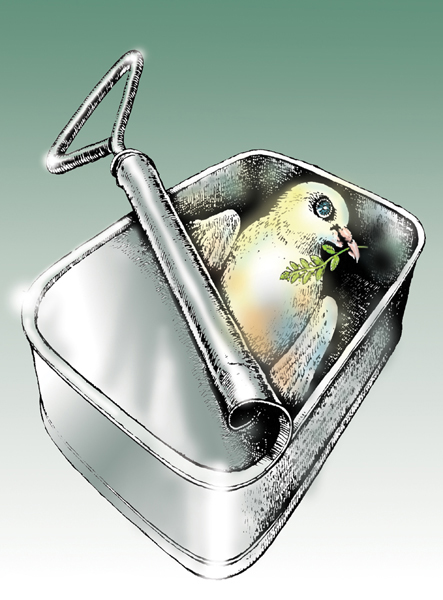
Dibujos animados